# حسين الهاجوج
حسين حبيب الهاجوج النخلي هو لاعب كرة قدم سعودي محترف، يلعب في مركزالجناح.

## مسيرة اللاعب
مثل سابقاً نادي الأنصار و انتقل إلى نادي الاتحاد مطلع عام 2019 و أعاره الاتحاد إلى نادي الفيحاء ونادي العدالة و انتقل إلى نادي الرائد مطلع عام 2020 و أعير إلى نادي نجران في صيف 2020 و انتقل إلى نادي الكوكب في صيف 2021 و انتقل إلى نادي الصفا في صيف 2023.

## روابط خارجية
- حسين الهاجوج على موقع Soccerway.com (الإنجليزية)
- حسين الهاجوج على موقع كووورة